# Kasteel van Rossillon
Het Kasteel van Rossillon (Frans: Château de Rossillon) is een kasteel in de Franse gemeente Rossillon.